# 大船湖
大船湖是一个位于中国江西省波阳县的湖泊，面积约为0.53平方千米，平均水深约为1米。